# 上平駅

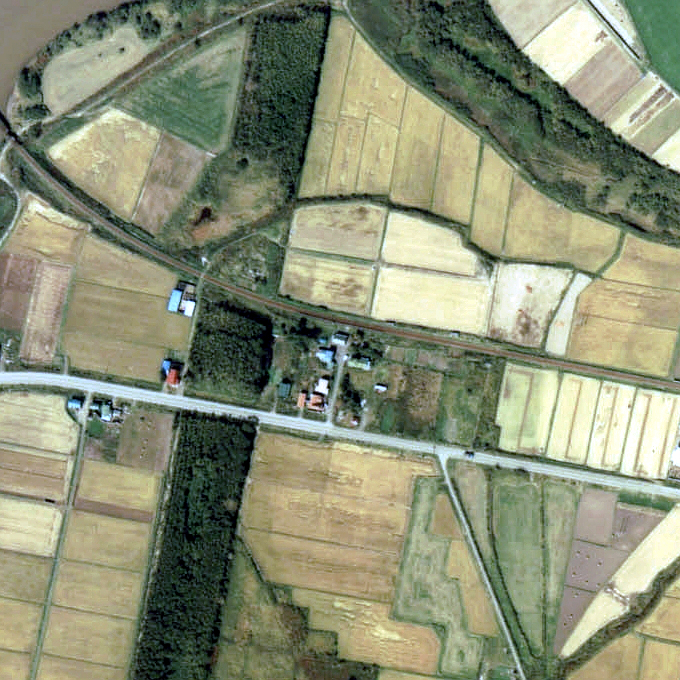
1977年の上平駅と周囲約500m範囲。左が羽幌方面。単式ホーム1面1線で、既に無人化されているが木造駅舎は残されている。ストックヤードは少なくとも戦後は持っていなかったようである。古丹別-上平間は下に見える国道239号と併走し、左上の古丹別川を渡って苫前市街へ向かう。周囲は田園地帯で、民家は駅前以外は道路沿いに点在している。

上平駅（うえひらえき）は、かつて北海道（留萌管内）苫前郡苫前町字上平に設置されていた、日本国有鉄道（国鉄）羽幌線の駅（廃駅）である。電報略号はウヒ。事務管理コードは▲121611。
一部の普通列車は通過した（1986年（昭和61年）11月1日改定の時刻（廃止時の時刻表）で、下りのみ1本（急行「はぼろ」後継の主要駅停車列車。上りは停車））。

## 歴史
- 1932年（昭和7年）9月1日 - 鉄道省羽幌線の古丹別駅 - 羽幌駅間延伸開通に伴い、開業[1]。一般駅[1]。
- 1949年（昭和24年）6月1日 - 公共企業体である日本国有鉄道に移管。
- 1960年（昭和35年）9月15日 - 貨物の取り扱いを廃止。
- 1964年（昭和39年）4月1日 - 業務委託化[1]。
- 1972年（昭和47年）2月8日 - 荷物の取り扱いを廃止し[4]、同時に無人駅化[5]。
- 1987年（昭和62年）3月30日 - 羽幌線の全線廃止に伴い、廃駅となる[1]。

### 駅名の由来
所在地名より。地名の発祥は当駅の2kmほど南にある、海に突き出した丘陵についたアイヌ語名「ウェンピラ（wen-pira）」（悪い・崖）に由来する。
なぜ「悪い」とされたかについては記録・伝承が残っていないが、これについてアイヌ語研究者の山田秀三は、「その海際の崖下が、落石などで危険な処だったからであろう」と推測している。

## 駅構造
廃止時点で、単式ホーム1面1線を有する地上駅であった。ホームは、線路の南側（幌延方面に向かって左手側）に存在した。
無人駅となっていたが、有人駅時代の駅舎が残っていた。駅舎は構内の西側に位置し、ホームから少し離れていた。駅前広場側の開口部は、板で塞がれていた。

## 駅周辺
- 国道232号（天売国道/日本海オロロンライン）
- 国道239号（霧立国道）
- 上平共同利用模範牧場 - 駅から約0.5km[7]。
- 苫前川
- 古丹別川

## 駅跡
2011年（平成23年）時点で、遺構は何も残っていない。2017年（平成29年）時点では、駅跡地は農地化されていた。

## 隣の駅
日本国有鉄道
羽幌線
古丹別駅 - 上平駅 - 苫前駅